# Iscrpljivanje resursa
Iscrpljivanje resursa je korištenje prirodnih resursa koje rezultira njihovim nestankom. Kod neobnovljivih izvora dobara i energije poput ruda u nekom rudniku, crpljenje odnosno uporaba neizbježno rezultira iscrpljenjem, zato što im je količina u prirodi ograničena i prirodno se ne obnavlja. Iscrpljivanje i uporaba tih izvora rezultira otpadom koji ugrožava okoliš i k nepovratnom procesu uništavanja okoliša gdje se uništava ekološki sustav.
Kod dijela obnovljivih izvora dobara (šume, riblji fond), iscrpljivanje se događa ako ih se koristi stopom većom od stope po kojoj se obnavljaju (preizlovljavanje, prekomjerna sječa, pretjerana eksploatacija). Na iscrpljivanje utječe uporaba zastarjelih zagađivačkih tehnologija crpljenja izvora koje utječu na sam izvor pa se ovaj usporenije obnavlja, zatruje pa je neuporabljiv ili se nikako ne obnavlja pa crpitelj nakon što iscrpi taj izvor odlazi na novu lokaciju. Ovo se događa u društvima se niskom razinom društvene svijesti, raširenom korupcijom i nebrigom za prirodni okoliš, neobrazovanošću i silovitom trkom za dobiti. Primjeri iscrpljivanja obnovljivih izvora dobara su prekomjerni izlov ribe koji prakticiraju domaći poduzetnici ili inozemni koji to u svojoj državi ne smiju pa odlaze u bezobzirni izlov u države gdje je to moguće zbog korupcije, tehničke nemogućnosti praćenja zbog neopremljenosti, slabe zaštite ili društvena nemara. Iscrpljivanje obnovljivih izvora dobara događa se u ratovima, kad okupator bezobzirno koristi izvore zemlje koju je napao, pa silovitim ritmom siječe šume, izlovljava žive organizme, a neobnovljive izvore crpi poput izvora nafte znatno brže nego što je to tehnički preporučljivo za dugoročno obilnije korištenje, jer želi kratkoročno iskoristiti što više.
Recikliranjem se odgađa iscrpljivanje još neiskorištenih i stvara nove izvore od već iskorištenih dobara, a količina otpada smanjuje i dobiva se na ograničenom izvoru - prostoru.
Radi smanjivanja iscrpljivanja resursa i posljedična uništavanja okoliša, suvremena razvijena gospodarstva rade na prelazak na održivije uzorke proizvodnje i potrošnje sukladne načelima kružnog gospodarstva, u kojem se što je moguće duže zadržava vrijednost proizvoda, materijala i izvora, a minimizira stvaranje otpada. To će se postići porastom proizvodnosti uz uporabu manje resursa, povećanjem recikliranja i ponovne uporabe.